# Stimmen der Völker in Liedern
Johann Gottfried Herder (1744–1803) sammelte Texte aus ganz Europa und begann unter dem Titel Alte Volkslieder 1775 zum ersten Mal mit deren Druck, den er aber nach den ersten Bogen einstellte. Den Begriff Volkslied prägte er bereits 1771. 1778 und 1779 erschien die Sammlung dann unter dem Namen Volkslieder. Nach seinem Tod erschien 1807 eine zweite Fassung unter dem Namen Stimmen der Völker in Liedern. Herders Definition von Volkslied ist nicht deckungsgleich mit der heutigen Definition eines Volksliedes, da er keine Melodien mitteilt und formal Freiheiten zeigt: Viele Lieder sind Sagen aus anderen Ländern, so nahm er z. B. auch Zitate und Lieder von Shakespeare und anderen bekannten Dichtern in die Sammlung auf, beispielsweise eines von Martin Opitz.
Mit Stimmen der Völker in Liedern wurde Herder der „Initiator der deutschen Volksliedforschung“.
Bei Herder müssen die Lieder nicht alt und anonym sein, um als Volkslieder angesehen zu werden. Obwohl aus verschiedenen Ländern, sind sie alle in deutscher Sprache mitgeteilt. Neben den westlichen Ländern war Herder insbesondere an den östlichen wie Estland, Litauen und Polen interessiert (Christel Käschel). Herder war dabei auf andere Übersetzer angewiesen. 1771 lernte er den jungen Goethe kennen, dessen künftiges Wirken er beeinflusste. Goethes Gedicht Sah ein Knab ein Röslein stehen (Heidenröslein) ist in Herders Sammlung enthalten. Käschel schreibt, dass Goethe sich damals in einer Schaffenspause befand und ausgelaugt war. In dieser Situation wurde er durch die Begegnung mit Herder positiv beeinflusst.

## Bedeutung des Namens
„Stimmen der Völker in Liedern“ ist ein Name, den die erste Auflage von Herders Liedersammlung noch nicht hatte. Dieser Name wurde erst nach seinem Tod verwendet, in der zweiten Auflage von Johann von Müller. Der Name weist darauf hin, dass Lieder aus allen möglichen Ländern in dieser Sammlung enthalten sind, wobei sie die jeweils nationale Stimme ihres Volkes darstellen. Herder war der erste, der eine größere Anzahl deutscher Volkslieder veröffentlichte. Mit den in der Sammlung enthaltenen 27 Liedern aus den deutschsprachigen Gebieten schuf er als einer der ersten ein Nationalgefühl in Deutschland.

## Die Unterschiede in den beiden Auflagen
Die erste Auflage wurde 1778/79 herausgegeben. Dabei gab es allerdings eine andere Aufteilung als die heutige, die der zweiten Auflage von 1807 folgt. Diese wurde erst nach Herders Tod von Johann von Müller herausgegeben. Somit gibt es zwei Überlieferungstraditionen: die nach der ersten Auflage (1778/79) und die nach der zweiten Auflage. Laut Käschel wird die Auflage von 1807 häufiger verwendet, sie beinhaltet jedoch die ursprüngliche Zusammenstellung von 1778/79. Auch Marquardt benutzt die zweite Auflage. Die Unterschiede sind deutlich zu erkennen. Während die erste Auflage thematisch aufgeteilt ist, ist die zweite Auflage nach Ländern aufgeteilt und entspricht somit nicht mehr der Intention Herders.

## Aufteilung der verschiedenen Ausgaben
Die Ausgabe von Käschel hat 370 Seiten (194 Lieder) Text, die Ausgabe von Marquardt nur 282 Seiten (107 Lieder). Dies kann man teilweise auf die unterschiedliche Produktionsweise zurückführen, die den unterschiedlichen Umfang möglicherweise bedingt.

## Inhaltsübersicht beider Fassungen im Vergleich

### Ausgabe von Marquardt
Bei Marquardt ist die Aufteilung wie folgt:
| Zähler | Liedtext                                                        | Sprache                                 |
| ------ | --------------------------------------------------------------- | --------------------------------------- |
| 1.     | Das Lied vom Jungen Grafen                                      | Deutsch                                 |
| 2.     | Die kranke Braut                                                | Litauisch                               |
| 3.     | Abschiedslied eines Mädchens                                    | Litauisch                               |
| 4.     | Das Lied vom eifersüchtigen Knaben                              | Deutsch                                 |
| 5.     | Zaidas traurige Hochzeit                                        | Spanisch                                |
| 6.     | Der Flug der Liebe                                              | Deutsch                                 |
| 7.     | Das Mädchen am Ufer                                             | Deutsch                                 |
| 8.     | Ännchen von Thurau                                              | Aus dem preußischen Plattdeutsch        |
| 9.     | Das Mädchen und die Haselstaude                                 | Deutsch                                 |
| 10.    | Vom verwundeten Knaben                                          | Deutsch                                 |
| 11.    | Ein Gesang von Milos Cobilich und Vecko Bankowich               | Morlackisch                             |
| 12.    | Dusele und Babele                                               | Ein Schweitzer Liedchen                 |
| 13.    | Wend, o wende diese Blick                                       | Aus Shakespeare                         |
| 14.    | Morgengesang                                                    | Aus Shakespeare                         |
| 15.    | Elvershöh Ein Zauberlied                                        | Deutsch                                 |
| 16.    | Morgengesang im Krieg                                           | Skaldisch                               |
| 17.    | Schlachtgesang                                                  | Deutsch                                 |
| 18.    | Gazul und Zaida                                                 | Spanisch                                |
| 19.    | Liedchen der Sehnsucht                                          | Deutsch                                 |
| 20.    | Der Knabe mit dem Mantel                                        | Ein Rittermärchen Englisch              |
| 21.    | Das Lied vom Herren von Falkenstein                             | Deutsch                                 |
| 22.    | Waldlied                                                        | Aus Shakespeare                         |
| 23.    | Grablied eines Landmanns                                        | Aus Shakespeare Gyrendie                |
| 24.    | Das Hagelwetter                                                 | Skadisch                                |
| 25.    | Der blutige Strom                                               | Spanisch                                |
| 26.    | Liebe                                                           | Deutsch                                 |
| 27.    | Ans Rentier                                                     | Lappländisch                            |
| 28.    | Lob des Gastfreundes                                            | Griechisch                              |
| 29.    | Der Glückliche                                                  | Englisch                                |
| 30.    | Lied eines wahnsinnigen Mädchens                                | Englisch                                |
| 31.    | Ein Thüringer Lied                                              | Deutsch                                 |
| 32.    | Klagegesang von der edlen Frauen des Asan Aga                   | Morlackisch                             |
| 33.    | Das Lied vom Fischer                                            | Deutsch                                 |
| 34     | Lied der Morgenröte                                             | Französisch                             |
| 35.    | Das Mädchen am Ufer                                             | Englisch                                |
| 36.    | Lob des Weins                                                   | Ein deutscher Dithyrambus               |
| 37.    | An eine Blume                                                   | Deutsch                                 |
| 38.    | Weg der Liebe                                                   | Englisch                                |
| 39.    | Lied der Freundschaft                                           | Deutsch                                 |
| 40     | Klaglied über Menschenglückseligkeit Ein Gespräch mit der Laute | Englisch                                |
| 41.    | Glückseligkeit der Ehe                                          | Englisch                                |
| 42.    | Die Echo                                                        | Spanisch                                |
| 43.    | Klosterlied                                                     | Deutsch                                 |
| 44.    | Das Lied der Hoffnung                                           | Italienisch                             |
| 45.    | Murrays Ermordung                                               | Schottisch                              |
| 46.    | Das Lied vom Bache                                              | Deutsch                                 |
| 47.    | Abendlied                                                       | Deutsch                                 |
| 48.    | Einige Hochzeitslieder                                          | Englisch                                |
| 49.    | Klage über die Tyrannen der Leibeignen                          | Estnisch                                |
| 50.    | Hochzeitslieder                                                 | Griechisch                              |
| 51.    | Brautlieder                                                     | Litauisch                               |
| 52.    | Die Fahrt zur Geliebten                                         | Lappländisch                            |
| 53.    | Fragmente griechischer Lieder                                   | Der Sappho                              |
| 54.    | Frühlingslied                                                   | Lettisch                                |
| 55.    | Elisabeths Trauer im Gefängnis                                  | Englisch                                |
| 56.    | Das nussbraune Mädchen                                          | Schottisch                              |
| 57.    | Totenlied                                                       | Grönländisch                            |
| 58.    | Darthulas Grabessgesang                                         | Aus Ossian                              |
| 59.    | Erinnerung des Gesangs der Vorzeit                              | Aus Ossian                              |
| 60.    | Glück und Unglück                                               | Spanisch                                |
| 61.    | Der klagende Fischer                                            | Spanisch                                |
| 62.    | Der kurze Frühling                                              | Spanisch                                |
| 63.    | Die Silberquelle                                                | Englisch                                |
| 64.    | Röschen auf der Heide                                           | Deutsch                                 |
| 65.    | Der einzige Liebreiz                                            | Deutsch                                 |
| 66.    | Erlkönigs Tochter                                               | Dänisch                                 |
| 67.    | Radoslaus                                                       | Eine morlackische Geschichte            |
| 68.    | Die Fürstentafel                                                | Eine böhmische Geschichte               |
| 69.    | Voluspa                                                         | die nordische Sibylle                   |
| 70.    | An die Regengöttin                                              | Permanisch                              |
| 71.    | Edward                                                          | Schottisch                              |
| 72.    | Lied vom Kriege                                                 | Estnisch                                |
| 73.    | Der verschmähte Jüngling                                        | Nordisch                                |
| 74.    | Das schiffende Brautpaar                                        | Spanisch                                |
| 75.    | Der Brautschmuck                                                | Schottisch                              |
| 76.    | Die Sorge                                                       | Italienisch                             |
| 77.    | Bettlerlied                                                     | Schottisch                              |
| 78.    | Lied im Gefängnis                                               | Englisch                                |
| 79.    | Palast des Frühlings                                            | Spanisch                                |
| 80.    | Das Unvergleichbare                                             | Englisch                                |
| 81.    | Das Lied vom Schmetterling                                      | Deutsch                                 |
| 82.    | Der Eistanz                                                     | Deutsch                                 |
| 83.    | Lied vom Hofe                                                   | Deutsch                                 |
| 84.    | Frühlingslied                                                   | Italienisch                             |
| 85.    | Abendlied                                                       | Deutsch                                 |
| 86.    | Der Hagestolze                                                  | Ein estnisches Lied                     |
| 87.    | Klage um eine gestorbene Braut                                  | Ein tatarisches Lied                    |
| 88.    | An die Jungfrau Maria                                           | Ein sizilianisches Schifferlied         |
| 89.    | Ein sizilianisches Liedchen                                     | sizilianisch                            |
| 90.    | Lied eines Gefangenen                                           | Spanisch                                |
| 91.    | Sehnsucht                                                       | Französisch                             |
| 92.    | Lied der Desdemona                                              | Aus dem Französischen                   |
| 93.    | Ein Spruch                                                      | Deutsch                                 |
| 94.    | Einige Sprüche                                                  | Deutsch                                 |
| 95.    | Das Ross aus dem Berge                                          | Eine böhmische Sage                     |
| 96.    | Lieder der Madagasker                                           | Aus dem französischen des Ritters Parry |
| 97.    | Der König                                                       | Französisch                             |
| 98.    | Der König im Kriege                                             | Französisch                             |
| 99.    | Totenklage um des Königs Sohn                                   | Französisch                             |
| 100.   | Trauet den Weißen nicht                                         | Französisch                             |
| 101.   | Zanhar und Niang                                                | Französisch                             |
| 102.   | Ampanani                                                        | Französisch                             |
| 103.   | Der König unterm Baum                                           | Französisch                             |
| 104.   | Der Zorn des Königs                                             | Französisch                             |
| 105.   | Die unmenschlich Mutter                                         | Französisch                             |
| 106.   | Unglückliche Tage                                               | Französisch                             |
| 107.   | An sein Mädchen                                                 | Peruanisch                              |

### Ausgabe von Käschel
Die Ausgabe von Christine Käschel verwendet eine andere Reihenfolge, das erste Lied ist jedoch gleich.

#### Erster Teil
(Quelle:)

##### Erstes Buch
| Zähler    | Liedtext                                           | Sprache                                         |
| --------- | -------------------------------------------------- | ----------------------------------------------- |
| 001. 001. | Das Lied vom Jungen Grafen                         | Deutsch                                         |
| 002. 002. | Die junge Rosamunde                                | Englisch                                        |
| 003. 003. | Die kranke Braut                                   | Litauisch                                       |
| 004. 004. | Abschiedslied eines Mädchens                       | Litauisch                                       |
| 005. 005. | Der versunkene Brautring                           | Litauisch                                       |
| 006. 006. | Das Lied vom eifersüchtigen Knaben                 | Deutsch                                         |
| 007. 007. | Alkanzor und Zaida                                 | Eine maurische Geschichte Englisch              |
| 008. 008. | Zaid und Zaida                                     | Spanisch                                        |
| 009. 009. | Zaid an Zaida                                      | Spanisch                                        |
| 010. 010. | Zaida an Zaid                                      | Spanisch                                        |
| 011. 011. | Zaidas traurige Hochzeit                           | Spanisch                                        |
| 012. 012. | Der Flug der Liebe                                 | Deutsch                                         |
| 013. 013. | Wiegenlied einer unglücklichen schottischen Mutter | schottisch                                      |
| 014. 014. | Heinrich und Kathrine                              | Englisch                                        |
| 015. 015. | Das Mädchen am Ufer                                | Englisch                                        |
| 016. 016. | Ulrich und Ännchen                                 | Deutsch                                         |
| 017. 017. | Die Herrlichkeit Granadas                          | Spanisch Ein Gespräch König Juans und Abenamars |
| 018. 018. | Abenamars unglückliche Liebe                       | Spanisch                                        |
| 019. 019. | Der Schiffer                                       | Schottisch                                      |
| 020. 020. | Ännchen von Thurau                                 | Aus dem preußischen Plattdeutsch                |
| 021. 021. | Die drei Fragen                                    | Ein Straßenlied Englisch                        |
| 022. 022. | Die Wiese                                          | Englisch                                        |
| 023. 023. | Röschen und Kolin                                  | Englisch                                        |
| 024. 024. | Die lustige Hochzeit                               | Ein wendisches Spottlied                        |

##### Zweites Buch
| 001. 025. | Das Mädchen und die Haselstaude                   | Deutsch                    |
| 002. 026. | Lied des Mädchens um ihren Garten                 |                            |
| 003. 027. | Lied des jungen Reuters                           | Litauisch                  |
| 004. 028. | Der unglückliche Weidenbaum                       | Litauisch                  |
| 005. 029. | Vom verwundeten Knaben                            | Deutsch                    |
| 006. 030. | Die Judentochter                                  | Schottisch                 |
| 007. 031. | Wilhelm und Margret Ein Märchen                   | Schottisch                 |
| 008. 032. | Ein Gesang von Milos Cobilich und Vuko Brankowich | Morlackisch                |
| 009. 033. | Dusle und Babele                                  | Ein Schweizerliedchen      |
| 010. 034. | O weh, o weh                                      | Schottisch                 |
| 011. 035. | Wend, o wend diesen Blick                         | [ Anm. 29 ]                |
| 012. 036. | Morgengesang                                      | Englisch                   |
| 013. 037. | Einige Zauberlieder                               | Englisch                   |
| 014. 038. | Elvershöh                                         | Ein Zauberlied Dänisch     |
| 015. 039. | Zaubergespräche Angatyrs und Hervors              | Skaldisch                  |
| 016. 040. | König Hakos Todesgesang                           | Skaldisch                  |
| 017. 041. | Morgengesang im Kriege                            | Skaldisch                  |
| 018. 042. | Schlachtgesang                                    | Deutsch                    |
| 019. 043. | Gazul und Lindaraja                               | Spanisch                   |
| 020. 044. | Gazul und Zaida                                   | Spanisch                   |
| 021. 045. | Der Brautkranz                                    | Spanisch                   |
| 022. 046. | König Esthmer                                     | Ein altes Märchen Englisch |
| 023. 047. | Die erste Bekanntschaft                           | Litauisch                  |
| 024. 048. | Liedchen der Sehnsucht                            | Deutsch                    |

##### Drittes Buch
| Zähler    | Liedtext                                                | Sprache                    |
| --------- | ------------------------------------------------------- | -------------------------- |
| 001. 049. | Der Knabe mit dem Mantel Ein Rittermärchen              | Englisch                   |
| 002. 050. | Das Lied vom Herrn von Falkenstein                      | Deutsch                    |
| 003. 051. | Waldgesang                                              | Aus Shakespeare            |
| 004. 052. | Waldlied                                                | Aus Shakespeare            |
| 005. 053. | Grablied eines Landmanns                                | Aus Shakespeares Cymbeline |
| 006. 054. | Lied des gefangenen Asbirn Prude                        | Skaldisch                  |
| 007. 055. | Das Hagelwetter                                         | Skaldisch                  |
| 008. 056. | Der blutige Strom                                       | Spanisch                   |
| 009. 057. | Zelindaja                                               | Spanisch                   |
| 010. 058. | Liebe                                                   | Deutsch                    |
| 011. 059. | Ans Rentier                                             | Lappländisch               |
| 012. 060. | Lied der Freiheit                                       | Griechisch                 |
| 013. 061. | Wunsch                                                  | Griechisch                 |
| 014. 062. | Lob des Gastfreundes                                    | Griechisch                 |
| 015. 063. | Der Glückliche                                          | Englisch                   |
| 016. 064. | Lied eines wahnsinnigen Mädchens                        | Englisch                   |
| 017. 065. | Der entschlossene Liebhaber                             | Englisch                   |
| 018. 066. | Die Totenglocke                                         | Englisch                   |
| 019. 067. | Der sächsische Prinzenraub Ein Bergmannslied            | Deutsch                    |
| 020. 068. | Ein Thüringer Lied                                      | Deutsch                    |
| 021. 069. | Liedchen der Desdemon Aus Shakespeare                   | Englisch                   |
| 022. 070. | Süßer Tod                                               | Englisch                   |
| 023. 071. | Opheliens verwirrter Gesang um ihren erschlagenen Vater | Aus Shakespeare            |
| 024. 072. | Klagelied von der edlen Frauen des Asan Aga             | Morlackisch                |
| 025. 073. | Wie süß das Mondlicht auf dem Hügel schläft!            | Shakespeare                |

### Nachbemerkungen zum ersten und Vorwort zum zweiten Teil
(Quelle:)

#### Zweiter Teil
(Quelle:)

##### Erstes Buch
| Zähler     | Liedtext                                                         | Sprache                             |
| ---------- | ---------------------------------------------------------------- | ----------------------------------- |
| 001. 074.  | Das Lied vom Fischer                                             | Deutsch                             |
| 002. 075.  | Das Tal der Liebe                                                | Englisch                            |
| 003. 076.  | Lieder der Morgenröte                                            | Französisch                         |
| 004. 077.  | Die Gräfin Linda Eine Romanze                                    | Französisch                         |
| 005. 078.  | Das Mädchen am Ufer                                              | Englisch                            |
| 006. 079.  | Lob des Weines                                                   | Ein deutscher Dithyrambus           |
| 007. 080.  | Tanzlied                                                         | Deutsch                             |
| 008. 081.  | Amor im Tanz                                                     | Deutsch                             |
| 009. 082.  | Wider das Liebesschmachten                                       | Englisch                            |
| 010. 083 . | Einige Liedchen                                                  | Französisch                         |
| 011. 084.  | An eine Blume                                                    | Deutsch                             |
| 012. 085.  | Wettstreit des Frühlings                                         | Deutsch                             |
| 013 086.   | Wettstreit der Nachtigall                                        | Mönchslatein                        |
| 014. 087.  | Ein französisches Sonett                                         | Aus dem 13ten Jahrhundert           |
| 015. 088.  | Weg der Liebe Englisch Erster Teil                               |                                     |
| 016. 089.  | Zweiter Teil                                                     |                                     |
| 017. 090.  | Lied der Freundschaft                                            | Deutsch                             |
| 018. 091.  | Klagelied über Menschenglückseligkeit Ein Gespräch mit der Laute | Englisch                            |
| 019. 092.  | Der Lorbeerkranz                                                 | Französisch                         |
| 020. 093.  | Eile zum Lieben                                                  | Deutsch                             |
| 021. 094.  | Glückseligkeit der Ehe                                           | Englisch                            |
| 022. 095.  | Das strickende Mädchen                                           | Englisch                            |
| 023. 096.  | Die Echo                                                         | spanisch                            |
| 024. 097.  | Herz und Auge                                                    | Aus dem Latein der mittleren Zeiten |
| 025. 098.  | Klosterlied                                                      | Deutsch                             |
| 026. 099.  | Gewalt der Tonkunst                                              | Englisch                            |
| 027. 100.  | Lied der Hoffnung                                                | Italienisch                         |
| 028. 101.  | Der eifersüchtige König Eine Romanze                             | Schottisch                          |
| 029. 102.  | Murrays Ermordung                                                | Schottisch                          |
| 030. 103.  | Das Lied vom Bache                                               | Deutsch                             |
| 031. 104.  | Abendlied                                                        | Deutsch                             |

##### Zweites Buch
(Quelle:)

###### Nachrichten zu einigen folgenden Liedern
| Zähler    | Liedart                       |
| --------- | ----------------------------- |
| 001. 105. | Zu den estnischen Liedern     |
| 002. 106. | Zu den lettischen Liedern     |
| 003. 107. | Zu den litauischen Liedern    |
| 004. 108. | Zum grönländischen Totenliede |
| 005. 109. | Zum lappländischen Liede      |

###### Die Lieder
| Zähler    | Liedtext                                     | Sprache                      |
| --------- | -------------------------------------------- | ---------------------------- |
| 001. 110. | Einige Hochzeitslieder                       | Estnisch                     |
| 002. 111. | Klage über die Tyrannen der Leibeignen       | Estnisch                     |
| 003. 112. | Hochzeitslieder                              | Griechisch                   |
| 004. 113. | Brautlied                                    | Litauisch                    |
| 005. 114. | Die Fahrt zur Geliebten                      | Lappländisch                 |
| 006. 115. | Fragmente griechischer Lieder                | Der Sappho                   |
| 007. 116. | Fragmente lettischer Lieder                  |                              |
| 008. 117. | Frühlingslied                                | Lettisch                     |
| 009. 118. | Elisabeths Trauer im Gefängnis               | Englisch                     |
| 010. 119. | Lied an die Gesundheit                       | Englisch                     |
| 011. 120. | Das nussbraune Mädchen                       | Schottisch                   |
| 012. 121. | Landlied                                     | Schottisch                   |
| 013. 122. | Totenlied                                    | Grönländisch                 |
| 014. 123. | Darthulas Grabesgesang                       | Aus Ossian                   |
| 015. 124. | Fillians Erscheinung und Fingals Schildklang | Aus Ossian                   |
| 016. 125. | Erinnerung des Gesanges der Vorzeit          | Aus Ossian                   |
| 017. 126. | Glück und Unglück                            | Spanisch                     |
| 018. 127. | Der klagende Fischer                         | Spanisch                     |
| 019. 128. | Der kurze Frühling                           | Spanisch                     |
| 020. 129. | Die Silberquelle                             | Englisch                     |
| 021. 130. | Freiheit in der Liebe                        | Deutsch                      |
| 022. 131. | Fabellied                                    | Deutsch                      |
| 023. 132. | Röschen auf der Heide                        | Deutsch                      |
| 024. 133. | Der einzige Liebreiz                         | Deutsch                      |
| 025. 134. | Nordland Künste                              | Dänisch                      |
| 026. 135. | Der Wassermann                               | Dänisch                      |
| 027. 136. | Erlkönigs Tochter                            |                              |
| 028. 137. | Radoslaus                                    | Eine morlackische Geschichte |
| 029. 138. | Die schöne Dolmetscherin                     | Eine morlackische Geschichte |
| 030. 139. | Die Fürstentafel                             | Eine böhmische Geschichte    |

##### Drittes Buch
| Zähler    | Liedtext                      | Sprache               |
| --------- | ----------------------------- | --------------------- |
| 001. 140. | Voluspa                       | Nordisch              |
| 002. 141. | An die Regengöttin            | Peruanisch            |
| 003. 142. | Das Grab der Prophetin        | Nordisch              |
| 004. 143. | Die Zauberkraft der Lieder    | Nordisch              |
| 005. 144. | Edward                        | Schottisch            |
| 006. 145. | Die Todesgöttingen            | Nordisch              |
| 007. 146. | Die Chevy-Jagd                | Englisch Zweiter Teil |
| 008. 147. | König Ludwig                  | Deutsch               |
| 009. 148. | Aljama                        | Spanisch Zweiter Teil |
| 010. 149. | Lied vom Kriege               | Estnisch              |
| 011. 150. | Schlachtlied                  | Deutsch               |
| 012. 151. | Der verschmähete Jüngling     | Nordisch              |
| 013. 152. | Hochzeitgesang                | Latein                |
| 014. 153. | Das schiffende Brautpaar      | Spanisch              |
| 015. 154. | Der Brautschmuck              | Schottisch            |
| 016. 155. | Billiges Unglück              | Schottisch            |
| 017. 156. | Die Sorge                     | Italienisch           |
| 018. 157. | Bettlerlied                   | Schottisch            |
| 019. 158. | Für die Priesterehe           | Mönchslatein          |
| 020. 159. | Lied im Gefängnis             | Englisch              |
| 021. 160. | Not und Hoffnung ein Gespräch | Nach dem Griechischen |
| 022. 161. | Palast des Frühling           | Spanisch              |
| 023. 162. | Das Unvergleichbare           | Englisch              |
| 024. 163. | Das Lied vom Schmetterlinge   | Deutsch               |
| 025. 164. | Wilhelms Geist                | Schottisch            |
| 026. 165. | Der Eistanz                   | Deutsch Zweiter Teil  |
| 027. 166. | Der Brauttanz                 | Deutsch               |
| 028. 167. | Lied vom Hofe                 | Deutsch               |
| 029. 168. | Frühlingslied                 | Italienisch           |
| 030. 169. | Abendlied                     | Deutsch               |

#### Anhang
(Quelle:)

##### In der Ausgabe von 1807 hinzugekommene Stücke
| Zähler        | Liedtext                       | Sprache                                |
| ------------- | ------------------------------ | -------------------------------------- |
| 001. 170.     | Der Hagestolze                 | Ein estnisches Lied                    |
| 002. 171.     | Klage um eine gestorbene Braut | Ein tatarisches Lied                   |
| 003. 172.     | An die Jungfrau Maria          | Ein sizilianisches Schifferlied        |
| 004. 173.     | Ein sizilianisches Liedchen    | sizilianisch                           |
| 005. 174.     | Lied eines Gefangenen          | Spanisch                               |
| 006. 175.     | Die Entfernte                  | Spanisch                               |
| 007. 176.     | Sehnsucht                      | Französisch                            |
| 008. 177.     | Lied der Desdemona             | Aus dem Französischen                  |
| 009. 178.     | Baltos Sohn                    | Französisch                            |
| 010. 179.     | Ein Spruch                     | Deutsch                                |
| 011. 180.     | Einige Sprüche                 | Deutsch                                |
| 012. 181.     | Der Fürstenstein               | Deutsche Sage                          |
| 013. 182.     | Das Ross aus dem Berge         | Eine böhmische Sage                    |
| 014. 183.     | Lieder der Madagasker          | Aus dem Französischen des Ritter Parny |
| 015. 184. 1.  | Der König                      | Französisch                            |
| 016. 185. 2.  | Der König im Kriege            | Französisch                            |
| 017. 186. 3.  | Totenklage um des Königs Sohn  | Französisch                            |
| 018. 187. 4.  | Trauet den Weisen nicht        | Französisch                            |
| 019. 188. 5.  | Zanhar und Niang               | Französisch                            |
| 020. 189. 6.  | Ampanani                       | Französisch                            |
| 021. 190.7.   | Der König unterm Baum          | Französisch                            |
| 022. 191. 8.  | Der Zorn des Königs            | Französisch                            |
| 023. 192. 9.  | Die unmenschliche Mutter       | Französisch                            |
| 024. 193. 10. | Unglückliche Tage              | Französisch                            |
| 025. 194.     | An sein Mädchen                | Peruanisch                             |

## Inhaltliche Unterschiede in den beiden Auflagen
Beide Auflagen enthalten Texte, die in der jeweils anderen Auflage nicht enthalten sind. Die Auflage von 1807 enthält 25 Stücke, die ursprünglich nicht in Herders Sammlung von 1778/79 enthalten sind. Diese Sammlung von 1778/79 enthält 169 Lieder im Vergleich zu 107 Liedern in der Sammlung von Marquardt. Von den 107 Liedern sind 25 Stück neu hinzugekommen. Daraus folgt, dass 83 Lieder alt sind. Diese 83 Lieder im Vergleich zu den 169 bedeutet, dass etwa die Hälfte der Lieder in der Sammlung von Müller nicht enthalten sind. Dafür hat er die 25 erwähnten Lieder hinzugefügt. Insgesamt gibt es 194 Lieder, die zur Sammlung Stimmen der Völker in Liedern dazugehören. Dies stellt Käschel im Anhang gut dar. Sie benutzt die ursprüngliche Einteilung von Herder, wohingegen Marquardt die neue Einteilung von Müller benutzt.

## Ausgaben
- Volkslieder.
  - Erster Theil. Weygand, Leipzig 1778 (Digitalisat in der Google-Buchsuche).
  - Zweiter Theil. Weygand, Leipzig 1779 (Digitalisat in der Google-Buchsuche).
- Stimmen der Völker in Liedern. Hrsg. von Johann von Müller. In: Johann Gottfried von Herder’s sämmtliche Werke. Achter Theil. Cotta, Tübingen 1807 (Digitalisat in der Google-Buchsuche).
- Johann Gottfried Herder: Stimmen der Völker in Liedern. Eine Auswahl. Mit 35 Radierungen von Josef Hegenbarth, Berlin 1978.
- Johann Gottfried Herder: Stimmen der Völker in Liedern. Hrsg. von Christel Käschel, Leipzig 1968.